# Малько, Иван Матвеевич
Иван Матвеевич Малько (белор. Малько Ян Мацьвеевіч) (1898 — ?) — садовод, специалист по садово-парковому хозяйству, автор учебников и монографий.

## Биография
Родился в конце XIX столетия в застенке Калиновка (сейчас — деревня Сивые, Сватковский сельсовет, Мядельский район, Минская область, Белоруссия). Жителей застенка соседи прозывали «сиваками» по причине того, что у его прапрадеда была седая борода. Прозвище со временем прижилось и застенок стал называться деревней Сивые.
Крестьянские дети учились в соседней деревне Шклениково в тесном доме. Затем учился в Мяделе в двухклассном училище, которое окончил на «отлично».
Позднее Иван Малько успешно выдержал экзамен и поступил в Молодечненскую учительскую семинарию.
С началом Первой мировой войны семинарию эвакуировали в Смоленск.
В 1916 г. в Смоленске Иван Малько получил свидетельство народного учителя.
В 1920 г. добровольцем поступил в Красную армию, воевал с белополяками. Военная часть дала рекомендацию для поступления на высшие лесные курсы. Заочно учился в Ленинградской лесотехнической академии.
С 1932 г. работал в Ленинградском тресте зеленых насаждений. Через пять лет стал городским садоводом. Занимался планировкой новых садов, парков, скверов.
В Великую Отечественную войну Иван Матвеевич воевал на фронте. Тяжелое ранение и контузия надолго вывели его из строя.
В январе 1945 г. вновь приступил к работе. Занимал должность главного городского садовода Ленинграда. Работу совмещал с преподавательской деятельностью. Читал лекции по озеленению и садово-парковому строительству в техникуме и лесотехнической академии.
На пенсии Иван Малько занимался общественной работой, разрабатывал проекты садов для Невского района города, где прожил немало лет.
Посещал Мядельский район, подарил землякам свои книги. В письме также высказал свои рекомендации по озеленению районного цента: какие необходимо выбрать породы деревьев и кустарника.

### Учебники
- Малько И. М. Садово-парковое строительство и хозяйство/ Утв. ГУУЗ’ом М-ва коммун. хозяйства РСФСР в качестве учеб. пособия для техникумов. — М.,1947.
- Садово-парковое строительство и хозяйство : учеб. пособие для техникумов зелёного стр-ва / И. М. Малько. — изд. 2-е, исправ. и доп. — М. : Изд-во Мин-ва ком. хоз-ва РСФСР, 1951. — 256 с.
- Малько И. М. Садово-парковое строительство и хозяйство [Текст] : [Учеб. пособие для жил.-коммун. техникумов]. — 3-е изд., испр. и доп. — Москва : Изд-во М-ва коммун. хозяйства РСФСР, 1962. — 200 с. : ил.; 22 см.
- Садовый рабочий / И. М. Малько. — Л. : Стройиздат, 1967. — 88 с. — (Моя профессия).
- Дворовые и внутриквартальные сады. / И. М. Малько. — Л. ; М. : Стройиздат, 1965. — 79 с. : рис., табл.
- Малько И. М. Строительство и эксплуатация зеленых насаждений. — М.-Л., 1940. — 159с.
- Малько И. Озеленение дворов. Л., Лениздат, 1956. 36 с. 2.000 экз.
- Декоративное садоводство [Текст] : [Учеб. пособие по подготовке и повышению квалификации работников зелёного хозяйства] / И. М. Малько, А. Н. Алексеевский, А. Л. Куропий. — Москва : Изд-во М-ва коммун. хозяйства РСФСР, 1960. — 215 с. : ил.; 23 см.

### Монографии
- Малько И. М. Декоративные деревья и кустарники. — Л.,1950.
- Малько И. М. Дворовые и внутриквартальные сады [Текст] / И. М. Малько. — М. : Стройиздат, 1965. — 78 с. : ил.